# Studio Ironcat
Studio IronCat (früher I.C. Entertainment) ist ein kleiner Verlag in Fredericksburg in den USA, welcher sich der Veröffentlichung von Comics und Manga gewidmet hat. Der Verlag ist vor allem für seinen Verkauf von Megatokyo, einem prominenten Webcomic, bekannt.
Am 28. Januar 2005 stellte Studio IronCat seine Tätigkeiten ein und machte ein Statement bezüglich dieser Angelegenheit auf seiner Website.

## Manga veröffentlicht in Englisch von Studio Ironcat
- Futaba-kun Change
- Hanaukyo Maid Team
- Hyper Dolls
- Mantis Woman
- My Code Name Is Charmer
- New Vampire Miyu
- The Vampire Dahlia
- The Wanderer
- Vampire Princess Miyu